# Anthony Whiteman
Anthony „Tony“ William Whiteman (* 13. November 1971 in Carshalton) ist ein ehemaliger britischer Leichtathlet, der sich auf den Mittelstreckenlauf spezialisiert hat.

## Sportliche Laufbahn
Erste internationale Erfahrungen sammelte Anthony Whiteman vermutlich im Jahr 1995, als er bei den Hallenweltmeisterschaften in Barcelona mit 3:47,50 min auf den elften Platz im 1500-Meter-Lauf gelangte. Im Jahr darauf gewann er bei den Halleneuropameisterschaften in Göteborg in 3:44,78 min die Silbermedaille hinter dem Spanier Mateo Cañellas und schied im August bei den Olympischen Sommerspielen in Atlanta mit 3:36,11 min im Halbfinale aus. 1997 siegte er in 3:43,57 min über 1500 Meter bei der Sommer-Universiade in Catania und bei den Crosslauf-Weltmeisterschaften 1998 in Marrakesch gelangte er nach 12:00 min auf den 70. Platz über die Kurzdistanz. Im August belegte er bei den Europameisterschaften in Budapest in 3:42,27 min den vierten Platz über 1500 Meter, ehe er bei den Commonwealth Games in Kuala Lumpur in 3:40,70 min die Bronzemedaille hinter dem Kenianer Laban Rotich und seinem Landsmann John Mayock. Kurz zuvor wurde er beim IAAF World Cup in Johannesburg in 3:40,99 min Dritter hinter dem Kenianer Rotich und Rui Silva aus Portugal. 2000 nahm er über 1500 Meter erneut an den Olympischen Sommerspielen in Sydney teil, kam dort aber in der ersten Runde nicht ins Ziel. Im Jahr darauf schied er bei den Weltmeisterschaften im kanadischen Edmonton mit 3:36,77 min im Semifinale aus und 2002 belegte er bei den Commonwealth Games in Manchester in 3:38,04 min den vierten Platz. Kurz darauf gelangte er bei den Europameisterschaften in München mit 3:47,10 min auf den neunten Platz und schied im 800-Meter-Lauf mit 1:50,60 min in der ersten Runde aus. Daraufhin wurde er beim World Cup in Madrid in 8:03,33 min Fünfter im 3000-Meter-Lauf. Er blieb bis 2018 aktiv und stellte mehrere Rekorde in verschiedenen Masters-Altersklassen auf.
2002 wurde Whiteman britischer Meister im 1500-Meter-Lauf im Freien und in der Halle.

## Persönliche Bestzeiten
- 800 Meter: 1:45,81 min, 5. August 2000 in London
  - 800 Meter (Halle): 1:50,62 min, 24. Februar 1996 in Glasgow
  - 1000 Meter (Halle): 2:18,80 min, 29. Februar 1996 in Birmingham
- 1500 Meter: 3:32,34 min, 16. August 1997 in Monaco
  - 1500 Meter (Halle): 3:39,47 min, 27. Januar 1996 in Birmingham
- Meile: 3:51,90 min, 16. Juli 1998 in Nizza
- 3000 Meter: 7:43,61 min, 27. Juni 1998 in St. Petersburg
  - 3000 Meter (Halle): 7:51,43 min, 31. Januar 2004 in Boston